# Parque natural de las Marismas de Santoña, Victoria y Joyel
El parque natural de las Marismas de Santoña, Victoria y Joyel es un espacio natural protegido español situado en Cantabria que cuenta con tres áreas localizadas: el estuario que forma el río Asón (Santoña-Laredo) y las marismas de Victoria y Joyel. El conjunto constituye la principal zona húmeda de la cornisa cantábrica. Fue declarado reserva natural por la Ley 6/1992, de 21 de marzo, de la Jefatura del Estado, y luego reclasificado como parque natural por la Ley de Cantabria 4/2006, de 19 de mayo, de Conservación de la Naturaleza.
Ocupa 6678 hectáreas repartidas entre los términos municipales de Ampuero, Argoños, Arnuero, Bárcena de Cicero, Colindres, Escalante, Laredo, Limpias, Noja, Santoña y Voto. Este enclave singular, además de pródigo en fauna marina, es utilizado por las aves migratorias, procedentes del norte y el centro del continente, en su desplazamiento hacia tierras más cálidas. De forma global, en este espacio natural se han observado, hasta la fecha, 121 especies de aves ligadas al medio acuático.

## Historia
En 1987, las asociaciones ecologistas SEO (Sociedad Española de Ornitología, actualmente SEO/BirdLife) y ARCA (Asociación para la Defensa de los Recursos Naturales de Cantabria), presentan una denuncia ante la Comisión de las Comunidades Europeas por la mala situación y el peligro que sufrían las marismas de Santoña (desecación de zonas de la marisma, construcción del tramo Santoña-Argoños de la carretera CA-141, etc.), lo que ponía en riesgo la estancia anual de miles de aves migratorias, algunas de ellas en peligro de extinción. Ese mismo año se abre expediente de infracción.
En marzo de 1992, y antes de que saliese la Sentencia del Tribunal de Luxemburgo, España declara la Reserva Natural. Finalmente, en 1993 el Tribunal condena a España por incumplimiento de sus obligaciones en virtud del Tratado CEE, siendo la primera condena medioambiental del tribunal europeo a España.

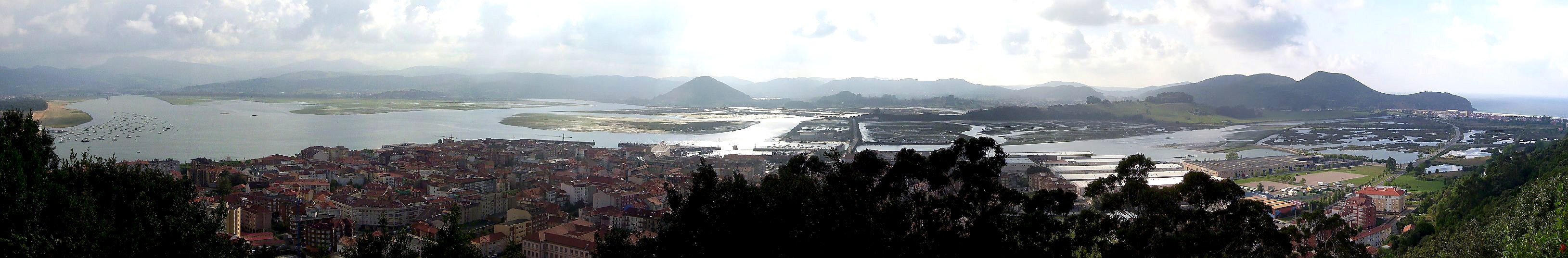
Panorámica de las marismas y la desembocadura del río Asón desde el Monte Buciero. En primer término la población de Santoña y al fondo el parque natural.

## Características

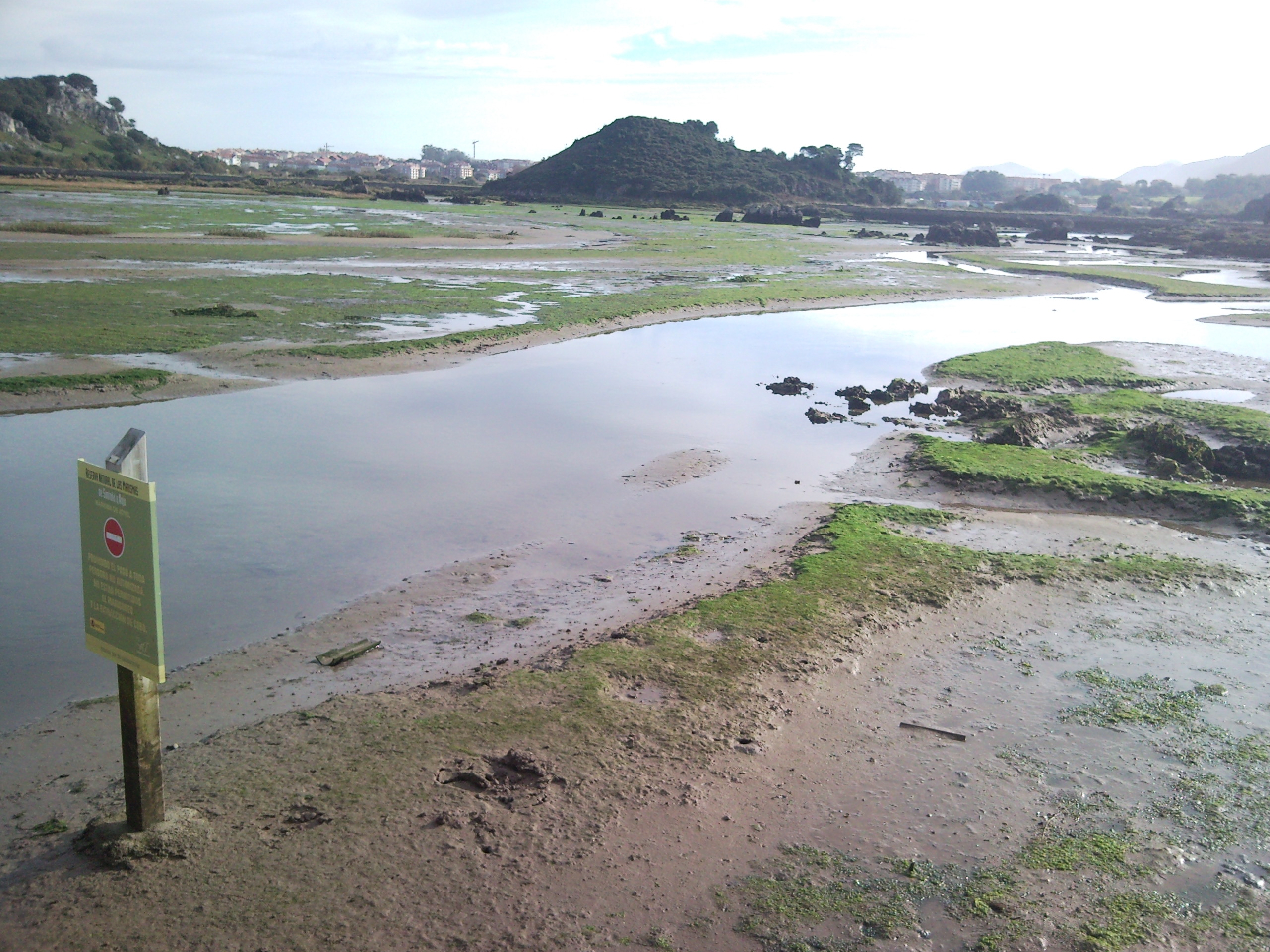
Vista parcial de la Marisma de Joyel durante la bajamar.

Estas marismas constituyen el conjunto de zonas húmedas más importantes para las aves acuáticas del norte de la península ibérica, siendo fundamentales para la invernada y la migración de numerosas especies. La Reserva natural incluye también encinares, matorrales, praderías, pastizales, playas y dunas. En estas zonas se han detectado 33 especies de mamíferos. Lo que más llama la atención es el impresionante espectáculo de miles de aves, que a lo largo y ancho de la misma se mueven sin cesar.
Además, en el estuario del Asón crían especies pesqueras de gran interés comercial como lubina, salmonete, dorada, lenguado y anguila, además del salmón atlántico, siendo también un importante lugar de marisqueo. Destaca asimismo el desarrollo de la industria conservera, especialmente del bocarte y el bonito, que ha determinado la actividad pesquera y económica de esta zona.
Se conservan diversos molinos de mareas (de los 20 que llegaron a existir en el entorno de Santoña), empleados antiguamente aprovechando la energía mareomotriz.
En su interior se encuentra el centro penitenciario Penal del Dueso, que aprovechando su emplazamiento viene desarrollando un proyecto para llevar a cabo actividades de sensibilización y formación ambiental con los internos del penal, entre los que destacan un censo de espátula común o paseos ornitológicos, entre otros. Este proyecto ha recibido el Premio Europeo de la Organización Mundial de la Salud a las Buenas Prácticas de Salud Penitenciaria en 2005.

## Fauna
Los mamíferos más abundantes son aquellos que tienen su hábitat en los encinares, matorrales y prados; se han detectado más de treinta especies, entre las que se encuentran el gato montés, el jabalí y el corzo.

### Avifauna
El capítulo de la avifauna es sin duda la mayor riqueza del parque: en total, se pueden observar más de 130 especies diferentes. Es un punto importante para la migración o invernación de numerosas especies de anátidas, limícolas (correlimos común, zarapito real, chorlito gris, aguja colipinta...) y gaviotas. Destacan: el silbón europeo, zarapito real, zarapito trinador, garceta común, ánsar común, ostrero euroasiático, correlimos gordo, correlimos común, aguja colinegra, archibebe común, gaviota reidora, zampullín cuellinegro.
Es además un importante lugar de descanso migratorio para la espátula común (Platalea leucorodia), ave de blanco plumaje, que migra desde sus colonias de reproducción en Holanda, hacia el sur sobrevolando las costas de Francia, para llegar a las Marismas de Santoña, donde descansan durante unos días, antes de proseguir su viaje hacia África dónde invernan. En expansión, con algunos individuos invernando. Así, SEO/Birdlife estima que un tercio de la población europea de la especie pasa por Santoña en cada paso.
Otras dos especies que son muy raras invernantes en la Península ibérica, y que en las marismas de Santoña son asiduos visitantes, son el éider (Somateria mollissima), pato marino de gran tamaño, y el escribano nival (Plectrophenax nivalis), rechoncho paseriforme que habita las montañas del norte de Europa.

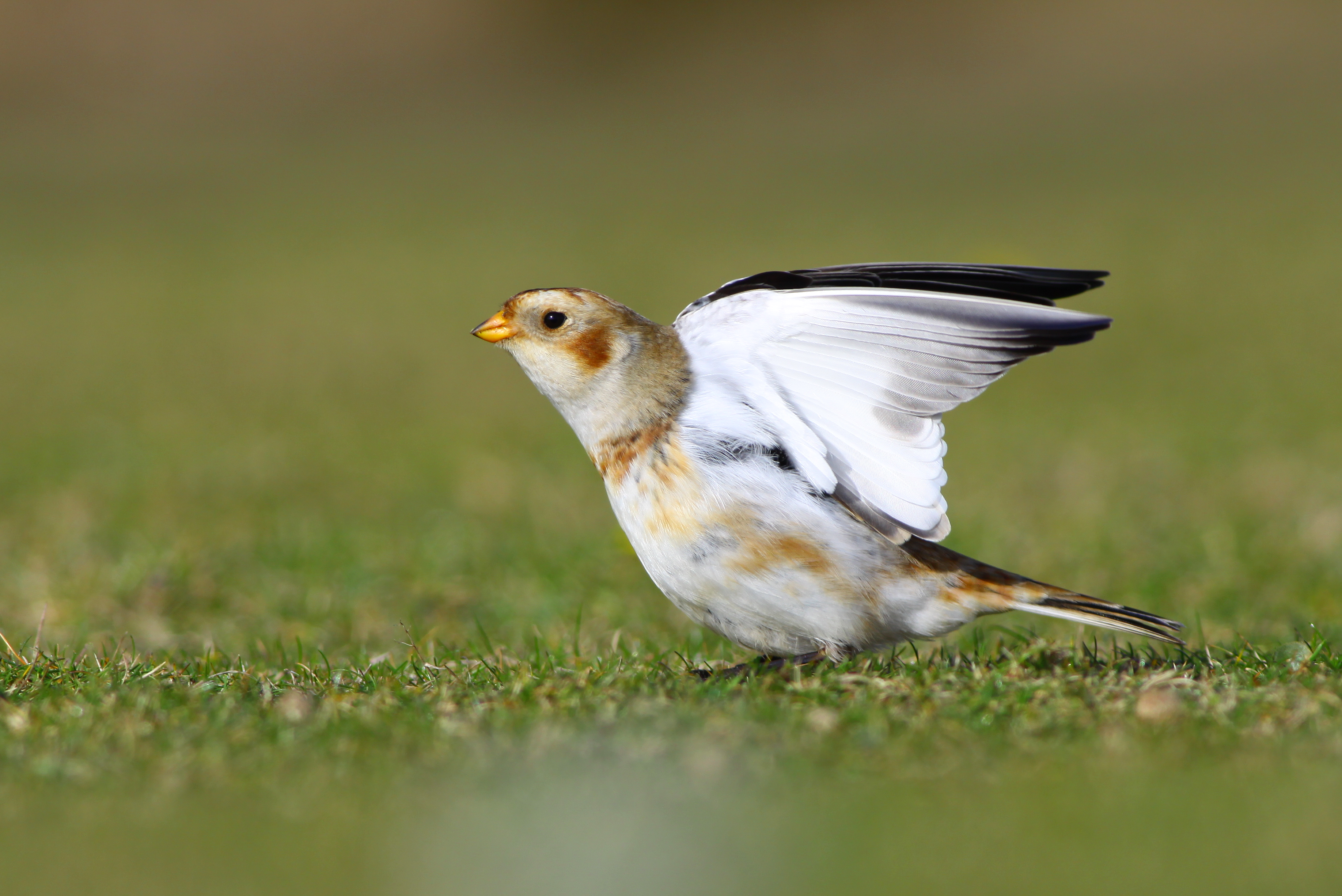
Escribano nival
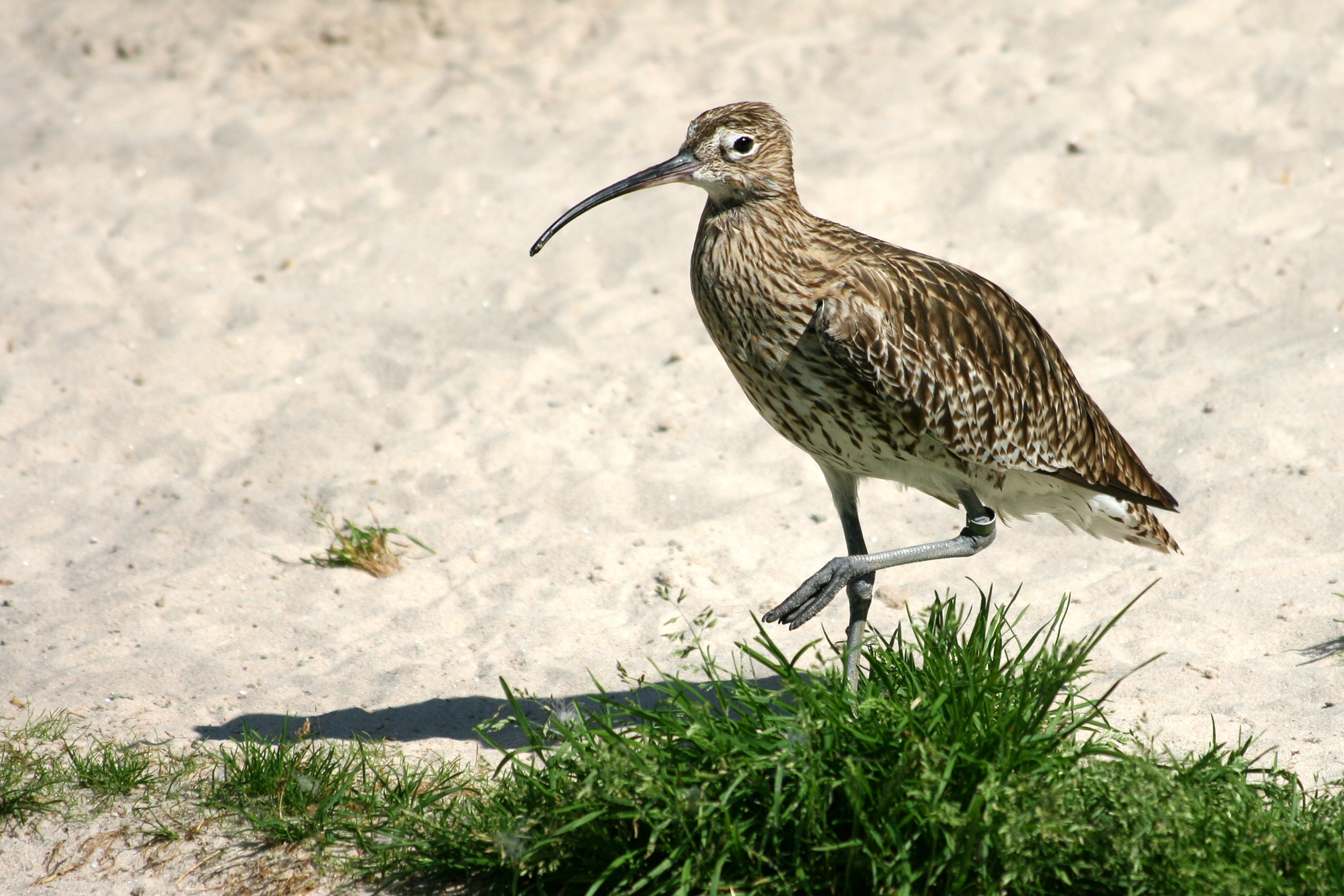
Zarapito real
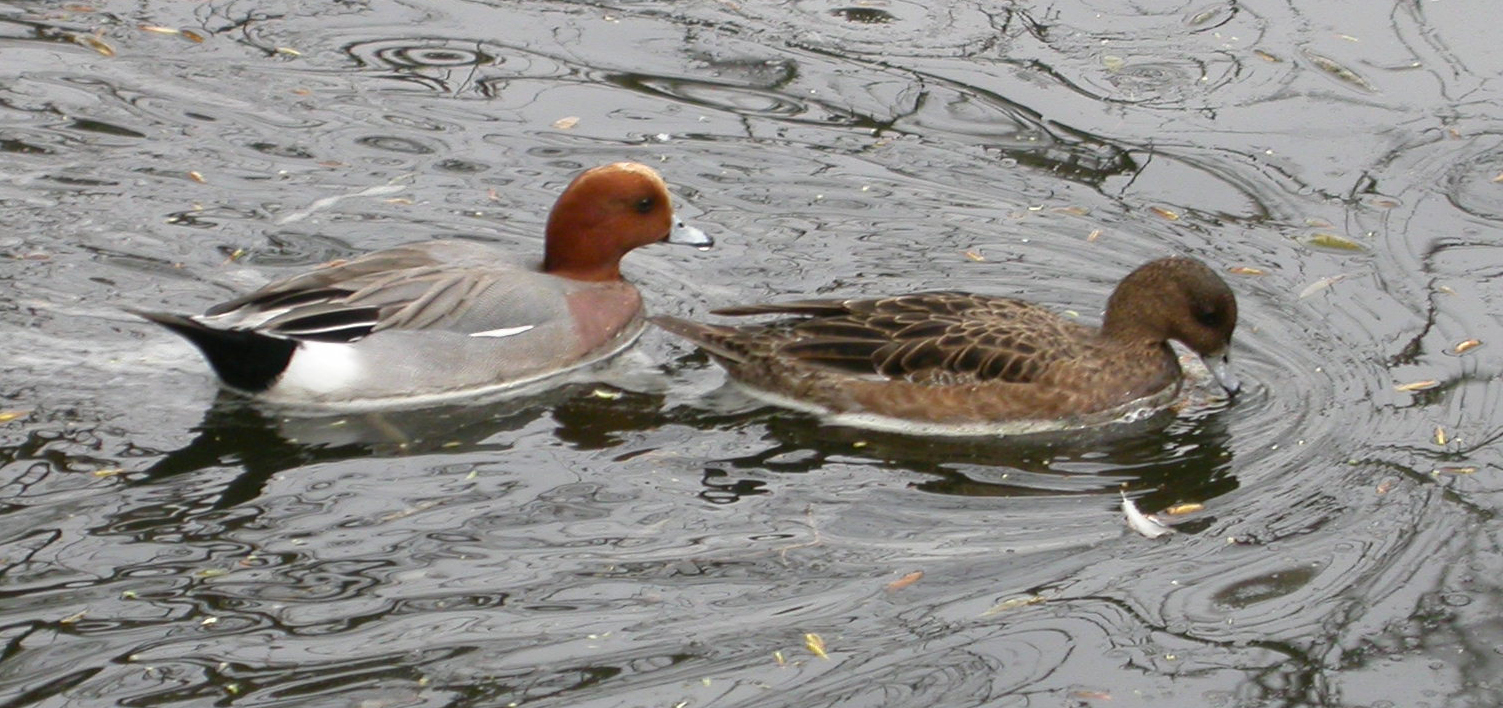
Ánade silbón
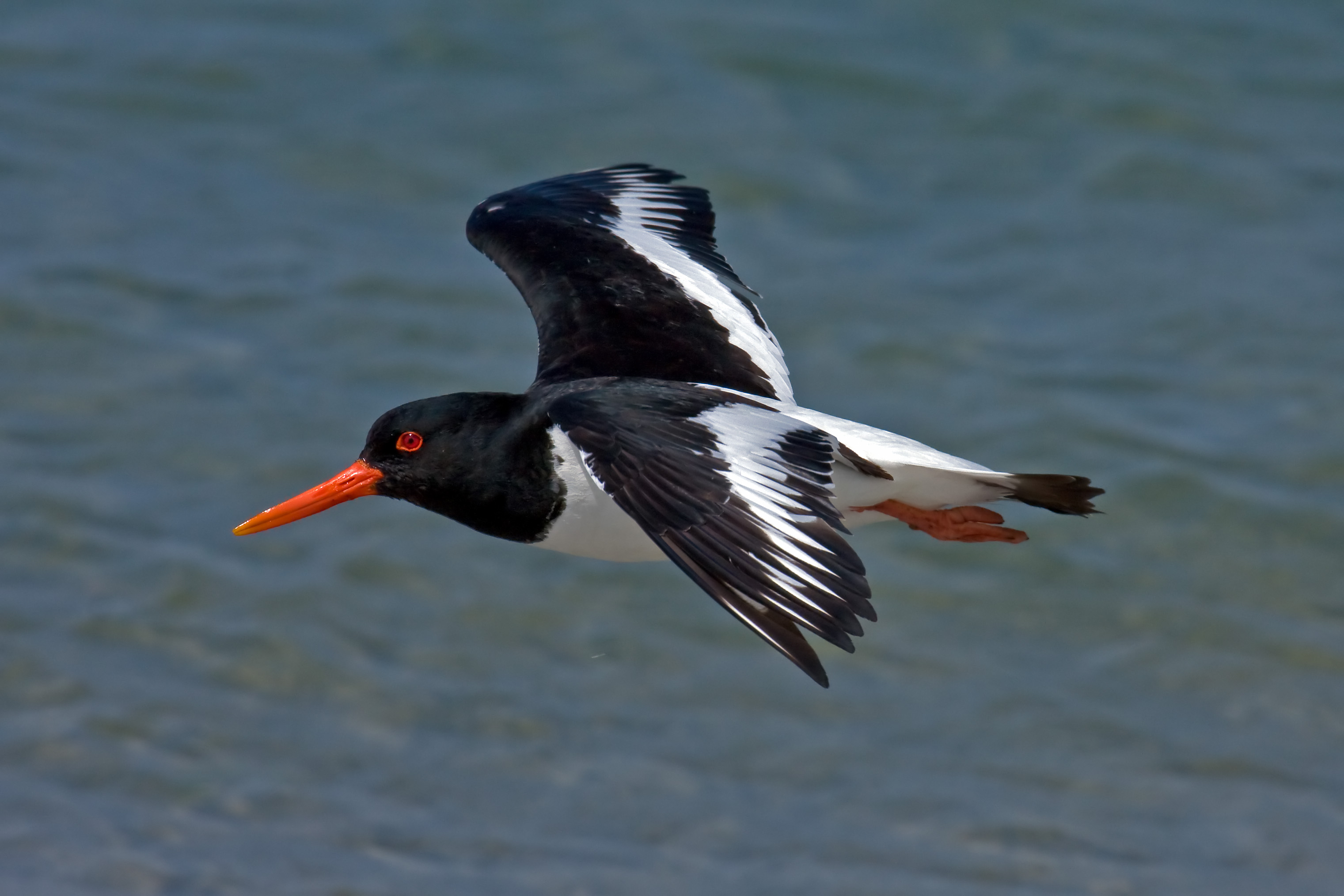
Ostrero común
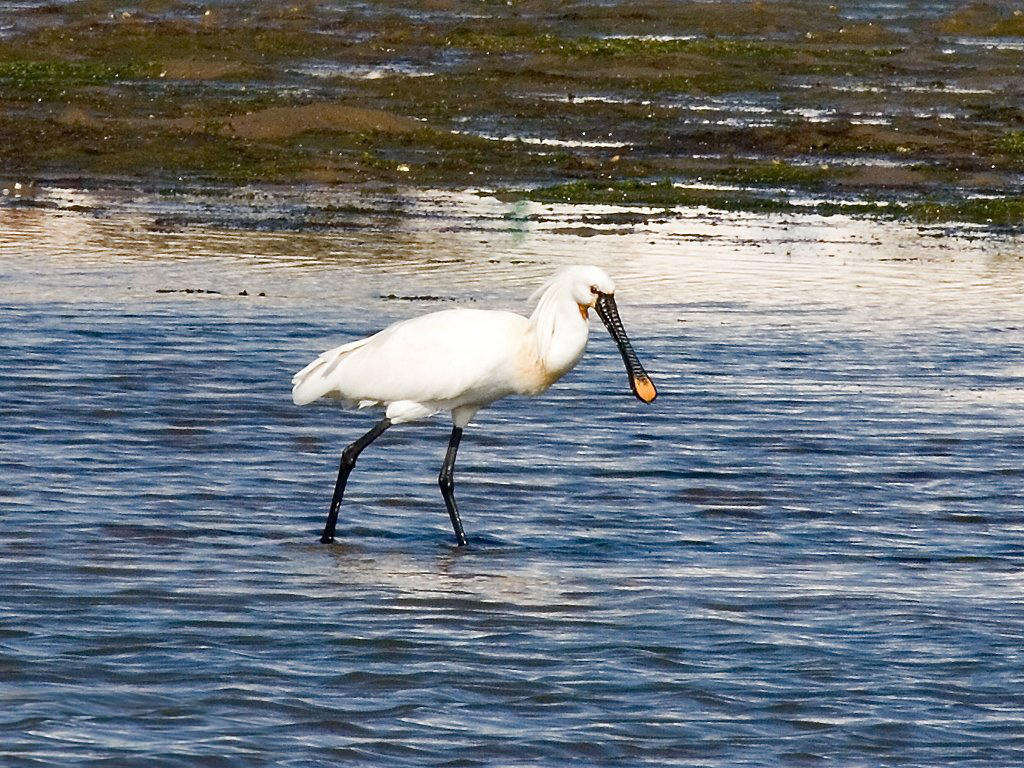
Espátula común
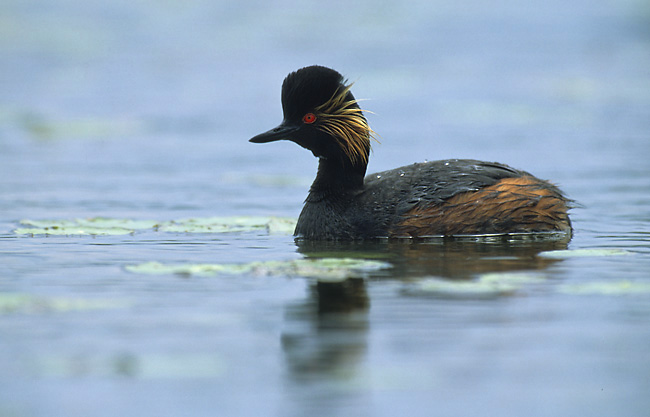
Zampullín cuellinegro
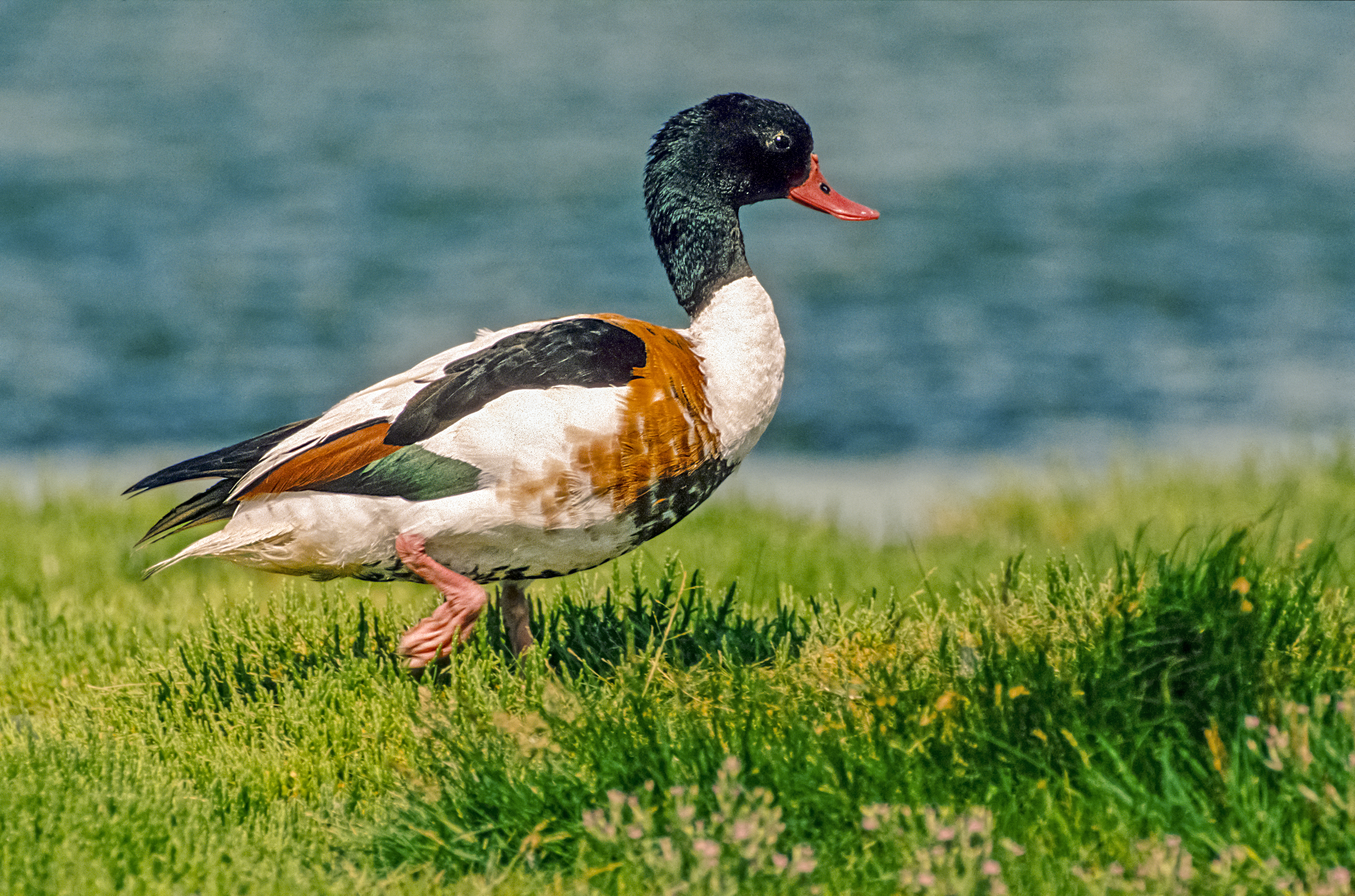
Tarro blanco
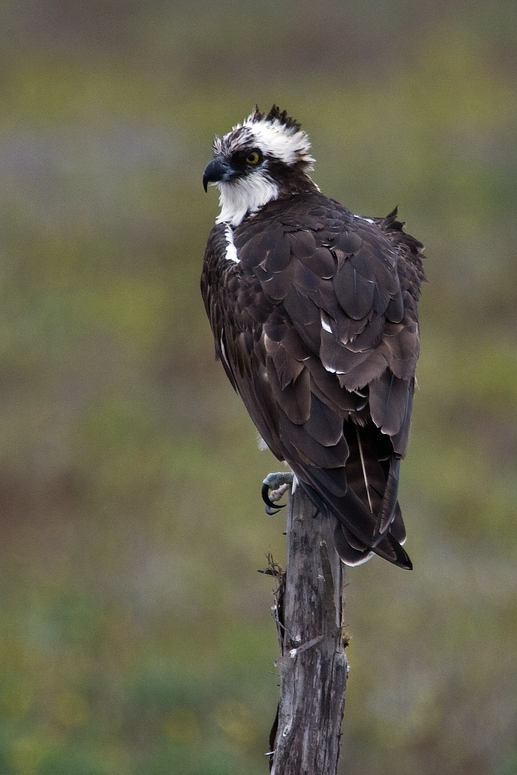
Águila pescadora - En los últimos años algunos ejemplares invernan habitualmente en las marismas

Se pueden observar aves en todas las estaciones del año, aunque los mejores meses comienzan en agosto y septiembre, con la llegada de las garzas y limícolas. Después comienzan a llegar en octubre y noviembre los primeros gansos y patos, hasta que a finales de diciembre y comienzos de enero, se produce la mayor concentración de aves en la Marisma. Es entonces cuando la marisma alberga una población de 10 000 a 20 000 aves, de 50 especies diferentes.

## Amenazas
Las amenazas identificadas en el IBA para el parque natural son las siguientes: planes de industrialización que incluyen el rellenado de las marismas; proyectos en marcha de cultivos marinos en el interior de las marismas; carretera; vertidos urbanos e industriales; intensa caza furtiva y turismo incontrolado.

### Mareas negras
En 1999 llegaron al parque diversas especies de aves impregnadas de petróleo tras el hundimiento del Erika en las costas bretonas.
La marea negra provocada por el Prestige a finales de 2002 afectó gravemente a las playas del entorno natural del parque, entre el Cabo del Ajo y el Monte Buciero, colocándose un dispositivo de protección a la entrada de la ría para proteger las marismas.

## Otras figuras de protección
- Humedal RAMSAR.[16]
- Zona de Especial Protección para las Aves (ZEPA) Marismas de Santoña, Victoria, Joyel y Ría de Ajo (ES0000143).[17]
- Lugar de importancia comunitaria (LIC) Marismas de Santoña, Victoria y Joyel (ES1300007).[18]